# 正村公宏
正村 公宏（まさむら きみひろ、1931年（昭和6年）11月15日 - 2020年（令和2年）10月11日）は、日本の経済学者。専攻は経済政策論、日本経済論。専修大学名誉教授。

## 来歴
東京生まれ。東京大学経済学部卒業。1968年に専修大学経済学部助教授、1974年教授。2002年定年退職、名誉教授。1972年『知識産業論』で専修大学より経済学博士の学位を取得。1989年『福祉社会論』で福武直賞受賞。
産業資本優位主義を批判し、福祉の充実を主張した。『戦後史』などの近現代史家として著書も多数刊行。ダウン症の息子を育てた日々を綴った『ダウン症の子をもって』（新潮社）はロングセラーとなった。

## 著書

### 単著
- 『現代日本経済論』日本評論社、1968年。
- 『経済思想の革新』日本放送出版協会（NHKブックス）、1969年。
- 『現代経済政策の検討』新時代社、1970年。
- 『知識産業論』中央経済社、1971年。
- 『経済体制の選択』東洋経済新報社、1972年。
- 『経済政策原理』日本評論社、1972年。
- 『計画と自由 社会システム改造の理論』日本放送出版協会（NHKブックス）、1972年。
- 『日本経済入門 世界一の潜在力をどう生かすか』祥伝社（祥伝社ノン・ブック）、1972年。
- 『現代日本の経済政策』筑摩書房、1974年。
- 『計画と参加の経済学』日本経済新聞社、1975年。
- 『現代の社会主義・理論と政策』現代の理論社（現代の理論叢書）、1975年。
- 『「分権」と「自治」の確立のために 地方財政危機に関する提言』現代総合研究集団（現代総研シリーズ）、1975年11月。
- 『経済学原理』東京大学出版会、1976年。
- 『自由企業体制の将来 資本主義は生き残れるか 』ダイヤモンド社、1976年。
- 『現代の資本主義』現代の理論社、1977年6月。
- 『経済学全集 29 経済体制論 第2版』筑摩書房、1978年4月。
- 『日本経済論』東洋経済新報社、1978年7月。
- 『経済学の学び方』講談社（講談社学術文庫）、1979年6月。
- 『経済学のすすめ 私の体験的勉強法』東洋経済新報社、1979年7月。
- 『私の現代教育論 経済学者の立場から』日本放送出版協会（NHKブックス）、1979年11月。
- 『マルクス主義と現代社会』現代の理論社、1981年5月。
- 『経済政策』東洋経済新報社（経済ゼミナール）、1982年10月。
- 『戦後日本資本主義史』日本評論社（戦後史双書） 1983年10月。
- 『ダウン症の子をもって』新潮社、1983年5月。新潮文庫、2001年8月。
- 『戦後史（上下）』筑摩書房、1985年2月。ちくま文庫、1990年4月。
- 『産業主義を越えて』中央経済社、1986年10月。講談社学術文庫、1993年6月。
- 『日本経済 実践ゼミナール』東洋経済新報社、1987年11月。
- 『図説戦後史』筑摩書房（ちくまライブラリー）、1988年1月。ちくま学芸文庫、1993年8月。
- 『現代を読む経済学』日本放送出版協会 （NHK市民大学）、1988年10月。
- 『地球市民の経済学 現代をどう読むか』日本放送出版協会 （NHKブックス）、1989年10月。
- 『福祉社会論』創文社（現代経済学選書）、1989年12月。
- 『経済政策論』東洋経済新報社、1990年12月。
- 『日本の課題21世紀の経済システム』東洋経済新報社、1991年11月。
- 『福祉社会を築くために』岩波書店（岩波ブックレット）、 1992年2月。
- 『成熟社会への選択 新しい政治経済学を求めて』日本放送出版協会（NHKブックス）、1994年2月。
- 『現代史』筑摩書房、1995年9月。
- 『世界史のなかの日本近現代史』東洋経済新報社、1996年12月。
- 『日本経済 衰退は避けられるのか』筑摩書房、1997年12月。
- 『改革とは何か どのような社会をめざすのか』筑摩書房（ちくま新書）、1997年7月。
- 『現代の経済政策 混合経済における政府の役割』東洋経済新報社、1997年12月。
- 『経済学入門 21世紀型文明をどう築くか』筑摩書房、1999年5月。
- 『日本をどう変えるのか ナショナル・ゴールの転換』 日本放送出版協会（NHKブックス）、1999年10月。
- 『福祉国家から福祉社会へ 福祉の思想と保障の原理』筑摩書房、2000年3月。
- 『経済が社会を破壊する いかにして人間が育つ社会をつくるか』NTT出版（ライブラリーレゾナント）、2005年2月。
- 『人間を考える経済学 持続可能な社会をつくる』NTT出版、2006年11月。
- 『日本の近代と現代 歴史をどう読むか』NTT出版、2010年8月。
- 『日本の危機　私たちは何をしなければならないのか』東洋経済新報社、2012年12月。

### 共編著
- 長洲一二共著『経済学入門』三一書房 (三一新書)、1965年。
- 杉岡碩夫共著『大型合併を告発する 八幡=富士、王子三社の狙うもの』徳間書店、1968年。
- 中村秀一郎、山下甫共編著『現代の化学工業 構造と動態』東洋経済新報社、1971年。
- 『技術革新』筑摩書房（現代経済）、1971年。
- 高橋正雄共編 『現代にとって社会主義とは』日本評論社、1971年。
- 早坂忠共著 『戦後日本の経済学 人と学説にみる歩み』日本経済新聞社 (日経新書)、1974年。
- 中村秀一郎共編著 『経済体制革新のシナリオ 参加と分権の実現をめざして』ダイヤモンド社、1978年11月。
- 馬場正雄共編 『日本の産業 5 産業社会と日本人』筑摩書房、1980年6月。
- 中村秀一郎共編著 『成熟の日本経済 その2 21世紀にむかう日本産業の活力』中央経済社、1982年7月。
- 『技術革新と労働運動 「技術革新の新段階と労働問題」研究報告書』現代総合研究集団、1983年10月。
- 増田米二共著『高度情報社会は人間をどう変えるか?』ティビーエス・ブリタニカ、1984年4月。
- 宮本光晴共編『高度産業社会と国家』筑摩書房、1988年4月。
- 上田敏、川島みどり、大江健三郎共編『自立と共生を語る：障害者・高齢者と家族・社会』三輪書店、1990年。
- 連合総合生活開発研究所共編『新福祉経済社会の構築 すべての人びとの「安心」と「社会的連帯」をめざして』第一書林、2000年5月。
- 山田節夫共著『日本経済論』東洋経済新報社、2002年4月
- 現代総合研究集団共編 『21世紀のグランド・デザイン』NTT出版、2002年12月。
- 山田節夫共著『経済政策入門』東洋経済新報社 2004年4月。

### 翻訳
- J.S.ベイン著 中村秀一郎共訳 『産業構造の国際比較』新評論、1967年。